# Marijana Marković
Marijana Marković (Fráncfort del Meno, 3 de febrero de 1982) es una deportista alemana que compitió en esgrima, especialista en la modalidad de espada.
Ganó cinco medallas en el Campeonato Mundial de Esgrima entre los años 2003 y 2009, y tres medallas en el Campeonato Europeo de Esgrima entre los años 2000 y 2008.

## Palmarés internacional
| Campeonato Mundial | Campeonato Mundial      | Campeonato Mundial | Campeonato Mundial |
| Año                | Lugar                   | Medalla            | Prueba             |
| ------------------ | ----------------------- | ------------------ | ------------------ |
| 2003               | La Habana (Cuba)        | Medalla de plata   | Espada por equipos |
| 2006               | Turín (Italia)          | Medalla de bronce  | Espada por equipos |
| 2007               | San Petersburgo (Rusia) | Medalla de bronce  | Espada por equipos |
| 2008               | Pekín (China)           | Medalla de bronce  | Espada por equipos |
| 2009               | Antalya (Turquía)       | Medalla de bronce  | Espada por equipos |
| Campeonato Europeo |                         |                    |                    |
| Año                | Lugar                   | Medalla            | Prueba             |
| 2000               | Funchal (Portugal)      | Medalla de bronce  | Espada por equipos |
| 2006               | Esmirna (Turquía)       | Medalla de bronce  | Espada por equipos |
| 2008               | Kiev (Ucrania)          | Medalla de plata   | Espada por equipos |